# Asteroceras
Asteroceras is een uitgestorven geslacht van Ammonieten dat voorkwam in Laat-Trias tot vroege Jura. Het geslacht behoort tot de familie Arietitidae.
Fossielen kunnen gevonden worden in Lyme Regis in de Asteroceras obtusum-zone van het Sinemurien.

## Beschrijving
Deze ammonieten hadden een matig evolute schelp met een sculptuur, die was samengesteld uit gebogen ribben en een kiel op de buikzijde. De diameter van de schelp bedroeg ongeveer 22 cm.

## Leefwijze
Dit geslacht bewoonde matige diepten in de neritische zone. Het was een trage zwemmer, die zich voedde met kleine zeedieren.